# Tetrapedia

Grabado, Universidad de Ámsterdam.

Tetrapedia es un género de himenópteros apinos. Residen en el Neotrópico, desde México a Argentina. Coleccionan aceites florales y resinas, además de polen y néctar. Tienen descritas 13 especies según BioLib. Miden de 8 a 13 mm. En general son negras, a veces con algo de amarillo en el rostro.

## Algunas especies
- Tetrapedia albodecorata Moure, 1999
- Tetrapedia alfkeni Cockerell, 1914
- Tetrapedia amplitarsis Friese, 1899
- Tetrapedia atripes Smith, 1854
- Tetrapedia basalis Smith, 1879
- Tetrapedia bipartita Moure, 1999
- Tetrapedia clypeata Friese, 1899
- Tetrapedia curvitarsis Friese, 1899
- Tetrapedia diversipes Klug, 1810
- Tetrapedia fuliginosa Friese, 1925
- Tetrapedia garofaloi Moure, 1999